# Luca Romagnoli
Luca Romagnoli (Roma, 12 settembre 1961) è un politico e geografo italiano, fondatore dell'Associazione Culturale Destra Sociale che s'ispira all'area ideologica definita destra sociale.

## Biografia
Laureato in geografia, è ricercatore per il settore scientifico disciplinare di geografia dell'Università "La Sapienza" di Roma.
Giovanissimo si iscrive al Fronte della Gioventù nella sede romana di via Sommacampagna e successivamente, alla sezione MSI del quartiere Prati di via Ottaviano 9, diventandone un dirigente giovanile del FdG.

### Adesione alla Fiamma Tricolore
Nel 1995, dopo la svolta di Fiuggi, aderisce al Movimento Sociale Fiamma Tricolore (MSFT) di Pino Rauti. La sua figura emerge nel terzo congresso nazionale della Fiamma, nel febbraio 2002, che porta alla ribalta l'esistenza di due opposte correnti. Romagnoli viene eletto segretario nazionale, mentre Rauti diviene presidente e garante dell'unità del movimento.
Nell'ottobre 2003, i militanti del partito vengono messi a conoscenza del conflitto di posizioni tra Rauti e Romagnoli e invitati a effettuare una scelta di posizione netta tra le due componenti che non riescono più a convivere all'interno della medesima insegna. In quello stesso periodo, il tribunale civile di Roma accoglie un ricorso presentato da alcuni iscritti e stabilisce di invalidare l'elezione del comitato centrale adottato dall'assemblea della Fiamma nel 2000, che confermava Rauti come segretario del partito, e insieme con quello "tutti gli atti discendenti e connessi a tale congresso".
Pertanto viene messa in discussione tutta la validità degli organi del partito, segreteria e presidenza. Rauti e Romagnoli si appellano entrambi alle loro prerogative e si espellono paradossalmente a vicenda dal partito, fin quando si cerca l'intesa nell'organizzazione di un congresso straordinario per febbraio del 2004, dove la tesi di Romagnoli si presenta maggioritaria.

### L'elezione all'europarlamento e l'accordo con Alternativa Sociale
Pochi mesi più tardi, alle elezioni europee, la Fiamma raccoglie lo 0,7% dei voti. Romagnoli è eletto e riceve, in tutta Italia, circa 8.500 preferenze personali. Non aderisce ad alcun gruppo parlamentare europeo. Diviene membro della Commissione per i trasporti e il turismo; della Commissione per l'occupazione e gli affari sociali; della Delegazione per le relazioni con il Mercosur. Resta eurodeputato fino al 2009.
In occasione delle elezioni regionali del 2005, il partito entra a far parte del cartello Alternativa Sociale di Alessandra Mussolini, senza tuttavia ottenere alcun seggio; in vista delle elezioni politiche del 2006, concorre con proprie liste e si allea con la Casa delle Libertà, ma anche in questo caso non ottiene alcuna rappresentanza.

### L'associazione culturale Destra Sociale
Nel 2009, prime delle elezioni europee, fonda l'associazione culturale a carattere sociopolitico Destra Sociale, con l'intento di rappresentare con il suo nome il significato di attenzione ad una società organica e quindi giusta, ad una politica che la organizzi che la interpreti e che la realizzi,
L'8 novembre 2013 il segretario Luca Romagnoli unitamente al segretario de La Destra Francesco Storace, al reggente di Futuro e Libertà Roberto Menia, alla coordinatrice di Io Sud Adriana Poli Bortone, a Domenico Nania dell'associazione Nuova Alleanza, a Oreste Tofani dell'associazione Nazione Sovrana, ad Antonio Buonfiglio dell'associazione Il Popolo della Vita e all'editore del Giornale d'Italia Roberto Buonasorte, partecipa alla fondazione del Movimento per Alleanza Nazionale, federazione di partiti e movimenti di destra ispirati ad Alleanza Nazionale.
Il 9 dicembre 2013 il comitato centrale della Fiamma Tricolore sfiducia Romagnoli, reo di aver aderito all'iniziativa senza aver chiesto il parere dei membri dello stesso. Attilio Carelli accetta l'incarico di reggente sostituendolo.

### Adesione a Fratelli d'Italia
Nel 2015, insieme ad altri ex dirigenti del MSFT (tra i quali Lamberto Iacobelli e Sergio Arduini) aderisce a FdI. Con l'obiettivo di costituire un unico fronte di patrioti sotto l'emblema di Fratelli d'Italia di Giorgia Meloni in vista delle imminenti elezioni politiche, il 12 novembre 2017 riunisce a Milano le varie sigle, tra cui Destra Sociale, Fare Fronte di Roberto Jonghi Lavarini, Libertà Nazionale di Fabio Flenda, Rinnovamento Destra di Vetullio Mussolini (il padre era cugino del Duce) e Fiamma Nazionale di Stefano Salmè per dare vita al movimento politico culturale Viva l'Italia. Il 2 dicembre Romagnoli interviene poi al congresso di Fratelli d'Italia a Trieste.
Romagnoli viene poi candidato per le europee del 2019 nella circoscrizione Italia centrale. Ottiene 2.690 preferenze e non risulta pertanto eletto.

## Opere
- Metodi statici elementari per la geografia, Bologna, Pàtron editore, 2002.